# Heliocopris mutabilis
Heliocopris mutabilis là một loài bọ cánh cứng trong họ Bọ hung (Scarabaeidae).